# Stagmatoptera flavipennis
Espèce
Stagmatoptera flavipennis est une espèce d'insectes, de la famille des Mantidae (mantes), sous-famille des Stagmatopterinae et de la tribu des Stagmatopterini.    

## Dénomination
L'espèce a été décrite par l'entomologiste français Jean Guillaume Audinet-Serville en 1839 sous le nom de Stagmatoptera flavipennis

## Répartition
Bolivie, Brésil,  Colombie,  Guyane,  Surinam, Paraguay, Pérou et Vénézuela.

### Articles liés
- Stagmatoptera
- Liste des genres et des espèces de mantes
- Liste des mantes de Guyane